# Xinmin, Fujian
Xinmin är en köping i sydöstra Kina. Den ligger i stadsdistriktet Tong'an i staden Xiamen i provinsen Fujian, omkring 190 kilometer sydväst om provinshuvudstaden Fuzhou. Antalet invånare är 107 981. Befolkningen består av 49 117 kvinnor och 58 864 män. Barn under 15 år utgör 10,0 %, vuxna 15-64 år 86 %, och äldre över 65 år 2,0 %.